# 岡城 (信濃国)
岡城（おかじょう）は、信濃国小県郡（長野県上田市大字岡）にあった日本の城。標高は478メートル。

## 概要
岡城は武田氏の小県郡における重要拠点であった城である。築城年月は記録が現存しないことから不詳である。岡城の南東約5kmに武田氏が岡城建設前まで重要拠点として使用していた塩田城があるが、永禄年間初期から文献に登場しなくなり岡城の名が見えてくるので、築城時期はその頃と思われる。
岡城は輪郭式の平山城で台地上にあり、浦野川を背にして本曲輪の三方を外郭が囲う形である。南北200m・東西450m程の大きさである。東西及び北側に甲州流築城術の特徴である丸馬出しと三日月堀を備え、南側は断崖となっている。